# Fekete vőlegények
A Fekete vőlegények P. Gulácsy Irén 1927-ben megjelent történelmi regénye. Nem Kolozsvárott jelent meg, mint az erdélyi írónő két korábbi regénye, hanem a Singer és Wolfner Irodalmi Intézet Rt.-nél Budapesten, majd Marosvásárhelyen 1932-ben.

## Cselekménye
A tíz fejezetből álló regény a mohácsi vész idején játszódik. A cselekmény a Zápolya-ház és a trónon lévő Jagellók viszálykodásával indul. Két nagyravágyó asszony: Hedvig hercegnő (Zápolya János anyja) és Candalei Anna (Ulászló király felesége) harcol egymással. A „két asszony párbaja” közben sorra feltűnnek a kor nevezetes személyei.
A regény központi alakja Czibak Imre, akit fiatalon udvari papjuk, Fülöp atya ezzel az áldással bocsát el a bihari szülői udvarházból: „Ha az Úr egyszer megbecsülne azzal, hogy az életedet váltságul fogadja: ösmerd meg a vértanúk gyönyörűségét.” Ennek az áldásnak beteljesülését is írja le a regény. Imre 16 évesen a Zápolyák szepesi udvarába kerül, ott feltárulnak előtte az ország bajai. Hamarosan belesodródik az egyéni érdekekből és hiúságokból szőtt politikai intrikák hálójába. 
A cselszövést irányító Hedvig hercegnő mérgétől megmenti a királyné és vele a születendő trónörökös életét. Menekülnie kell a Zápolyák bosszúja elől, így udvari szolgálatba áll és a fogarasi várba jut. Itt Tomori Pál főkapitány hadnagya és egyben tanítványa lesz. A két kiváló férfi között barátság szövődik. Egyiküknek sem adatik meg a békés családi élet: Tomori menyasszonya a lakodalom napján lángok áldozata lesz, Czibak Imre szerelmese, Zápolya Borbála a lengyel királyhoz megy feleségül. Reményeik összeomlása után belépnek a ferencesekhez és az esztergomi kolostorba vonulnak. Onnan pápai parancs és az országra közeledő veszedelem szólítja el Tomorit, és vele tart Czibak Imre is. A mohácsi csatában látja elesni barátját,  Tomori Pált. A sebesült II. Lajost Czibak Imre kimenti a csatából, de átkelésükkor a király elvész a megáradt Csele patak vizében. 
Czibak Imre a királlyá választott, de gyenge Szapolyai János mellé áll, aki megteszi őt váradi püspöknek. Az országban eluralkodik a káosz, Ferdinánd bevonul Budára. Erdélyt az idegen kalandor, Gritti Lajos akarja meghódítani, akit már kormányzóvá tett a gyengekezű János király. „Egyetlen szilárd pont maradt az egész zürzavarban, Bihar, és annak a szive, Várad. Egyetlen hűséges kard, Czibak Imre.” Czibak Imre összeesküvést szervez, hívei Felmér mellett adnak egymásnak találkozót. Brassóban azonban Gritti a maga oldalára állítja az összeesküvőket, Czibak kis csapatával hiába várja őket. Miután hírt kap a Brassóban történtekről, hazaküldi fegyvereseit és bevárja gyilkosait. Levágott fejét aranytálon Gritti Lajos asztalára helyezik. A döbbenet egyesíti az erdélyieket és Grittit legyőzik. A regény lelkesült, bizakodó szavakkal ér véget: „Erdély eggyé fogódzott. Aztán megindult és ment és robogott jajos, viharos, torz századokon át új tavaszra, magot megőrző, kincseket-zsarátot holnapra átmentő, halálban életet esküdő örök hivatása, a magyar jövő elé.”

## Kritikai fogadtatása
Az MTA Péczely-díjával jutalmazott műnek nagy sikere volt, néhány év alatt tíz kiadása jelent meg. Gulácsy Irén előző két regényét alig ismerték, kevés példány került át belőlük a magyar–román határon. Ez a munkája egyszerre Magyarországon is híressé tette az írónő nevét.
A Fekete vőlegényeket a korabeli kritika P. Gulácsy Irén addigi írói pályájának betetőzéseként fogadta. Bár többé-kevésbé elismerték, hogy meséje nem mindenben felel meg a történeti forrásoknak, de az egyesülés vágya és a „felröppent hősi mitosz nagyhúzású turulmadara” (idézet a regényből) jól beleillett a trianoni békeszerződést követő évek közhangulatába. Azóta is az író legjobb regényeként tartják számon. 
Könyvbarátok Lapja:
„A regény mély hatással tudja éreztetni az emberi sorsok végzetszerűségét, amely feltartóztathatatlanul sodorja Czibakot is rendeltetése, a mártírhalál felé.” A könyv hatásához nagy mértékben hozzájárul „előadásának férfias ereje s magával sodró lendülete. Nyelvében még mindig van némi keresettség s erőltetettség, de rendkívül sokat fejlődött előbbi munkáihoz [a Hamueső és Förgeteg című regényeihez] képest e tekintetben is. Vannak egyenetlenségek szerkezetében is…, de az egésznek felépítése s arányai regényköltészetünk legnagyobb emlékeit idézik emlékezetünkbe. Kár, hogy leleménye itt-ott ellentétbe jut történeti tudatunkkal.”
Napkelet:
„P. Gulácsy Irén Mohács nemzedékének történetét írta meg. Beható történeti előtanulmányokat végzett, bár, úgy látszik, a legújabb kutatások eredményeit nem használta fel. A történeti tények, alakjainak történeti adottsága nem mindig kötik meg a kezét a művészi alakítás munkájában, de nem is hamisítja meg őket seholsem tárgya kedvéért… Szent áhitattal nézi az embereket és az eseményeket. Hisz minden történés végzetszerűségében, mindenekelőtt pedig a magyar sors elrendeltetésében. 
Erdélyi Irodalmi Szemle:
„A Fekete vőlegények a legszigorúbb kritika mérlegén is súlyos alkotás s irodalmi szempontból határozott nyereség… Gulácsy kitünő költői érzékkel s valódi költőiséggel tapintja ki a történelem mélységeit... Hősei, a fekete vőlegények, a mohácsi sírt megásó s nemzetet s részben önmagukat is sírba döntő magyarok, a Mátyás utáni korszak nemzedéke.” A kritikus a regény hibájának tartja, hogy a cselekmény nem fejeződik be Moháccsal vagy egy ahhoz kapcsolódó mozzanattal, hanem Gritti erdélyi praktikájáig tart. „Értem az író célját: Erdély nagy fontosságát akarja sejtetni a későbbi eseményekben… Vegye Erdély saját kezébe sorsát! – mondatja szerzőnk. Helyes. De vajjon így gondolkozott-e az a kor is? Nem hibás történetszemlélet-e ez? … [Czibak Imre] e mártiromság hatása alatt csakugyan eggyé fogódzott Erdély? És csakugyan ez a mártiromság robogtatta volna Erdélyt új tavaszra, életet esküdő örök hivatásra?”
Nyugat:
A Nyugat kritikusa a művet történelmi regény helyett inkább regényes történelemnek nevezi. Észreveszi azt, ami a mai olvasónak azonnal szembetűnik: a könyv „idejétmúlt ókulárét használ; ez az ókuláré mindig nagyszerűnek, hősnek, fenkölt nemességgel megáldottnak mutatja a magyart, míg vele szemben az idegent lenyomja a legsúlyosabb bűnökig. Gazdag szóanyagával bálvánnyá magasztal vagy féreggé tipor, itt-ott Jókaival rokon lelkessége mindig a pátosz emelkedettségébe repül s bár mindent megszínez gazdag ötletkészsége, mégis hőseiben már idejét múlt meseárnyékokra ismerünk.” Kiemeli, hogy az író könyvéhez részletes előtanulmányokat folytatott, és hogy regényét gazdag nyelv színezi. „Ez adja meg könyvének azt a friss zamatot, mely különösen első kötetében állandó érdeklődést fokoz. Azonban egész különös, hogy ez a nagy nyelvgazdagság kötetről-kötetre lanyhul, míg a harmadik kötet második részében már egész köznapiassá szürkül és nem teremt egyebet, csak közhelyeket.”
Pintér Jenő irodalomtörténész:
Pintér Jenő: „A regény nagyrahivatott író munkája, sok szépség van benne, csak a kristálytiszta nyelv hiányzik belőle. A dekadens-futurista stíluscsavarás, a tájszótári kifejezések, a nehezen érthető szavak nem egyszer elkedvetlenítik az olvasót. Viszont drámai párbeszédek, színes jelenetek, szemléletesen jellemzett hősök kelnek életre a regény lapjain.”